# Regierung Reinfeldt

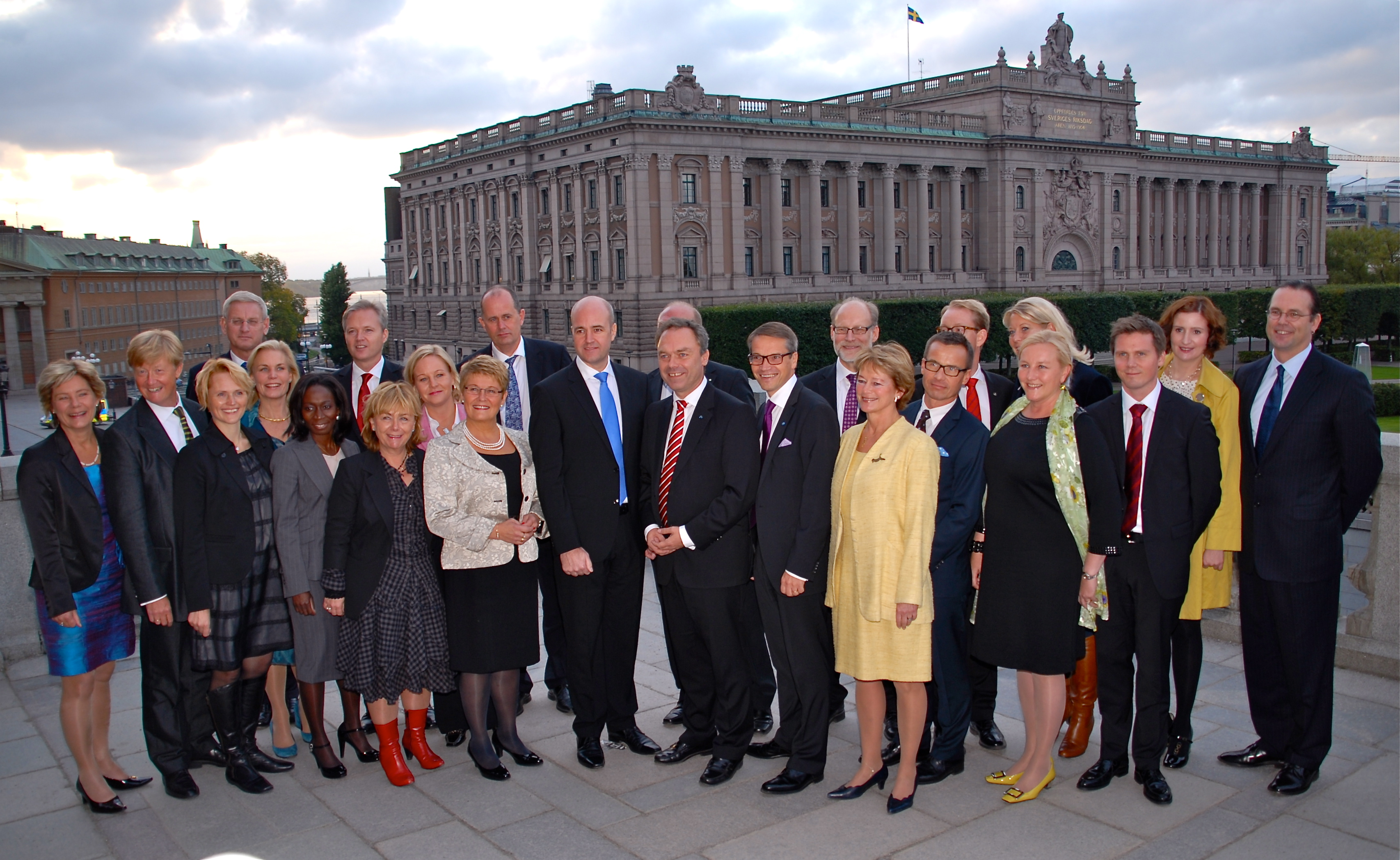
Fredrik Reinfeldt (blaue Krawatte) und sein Kabinett nach der Umbildung 2010.

Die Regierung Fredrik Reinfeldt bildete vom 6. Oktober 2006 bis zum 3. Oktober 2014 unter der Leitung von Fredrik Reinfeldt die Regierung des Königreichs Schweden.
Ihre Vorgängerin war die Regierung Persson unter Göran Persson (22. März 1996 bis 6. Oktober 2006), ihre Nachfolgerin die Regierung Löfven I unter Stefan Löfven (bis 21. Januar 2019).

## Koalition
Die Wahl zum Schwedischen Reichstag am 17. September 2006 erbrachte eine Mehrheit für die bürgerliche Allianz für Schweden. Daraufhin bildeten die vier beteiligten Parteien Moderata samlingspartiet (M), Centerpartiet (C), Folkpartiet liberalerna (FP) und Kristdemokraterna (KD) am 5. Oktober 2006 eine Mehrheitsregierung unter Ministerpräsident Fredrik Reinfeldt, dem Parteichef der Moderaten. Seine Stellvertreterin wurde Maud Olofsson von der Zentrumspartei.
In der Reichstagswahl am 19. September 2010 verlor die Allianz die Mehrheit im Reichstag. Jedoch besaß sie weiterhin eine relative Mehrheit (173 Sitze gegenüber 156 der Rotgrünen und 20 der rechtspopulistischen Sverigedemokraterna). Die FP stellte als zweitstärkste der Regierungsfraktionen mit Jan Björklund den neuen stellvertretenden Ministerpräsidenten. Nach der Niederlage der „Allianz für Schweden“ und dem Sieg der oppositionellen „Rotgrünen“ bei der Reichstagswahl am 14. September 2014 wurde die Regierung Fredrik Reinfeldt am 3. Oktober 2014 von der Regierung Löfven I abgelöst.

## Mitglieder
| Amt                                                                     | Minister                        | Minister                        | Amtsantritt                     | Ende der Amtszeit               | Partei                          |
| Kanzlei des Ministerpräsidenten                                         | Kanzlei des Ministerpräsidenten | Kanzlei des Ministerpräsidenten | Kanzlei des Ministerpräsidenten | Kanzlei des Ministerpräsidenten | Kanzlei des Ministerpräsidenten |
| ----------------------------------------------------------------------- | ------------------------------- | ------------------------------- | ------------------------------- | ------------------------------- | ------------------------------- |
| Ministerpräsident                                                       |                                 | Fredrik Reinfeldt               | 6. Oktober 2006                 | 3. Oktober 2014                 | Moderata samlingspartiet        |
| Stellvertretender Ministerpräsident                                     |                                 | Maud Olofsson                   | 6. Oktober 2006                 | 5. Oktober 2010                 | Centerpartiet                   |
| Stellvertretender Ministerpräsident                                     |                                 | Jan Björklund                   | 5. Oktober 2010                 | 3. Oktober 2014                 | Folkpartiet liberalerna         |
| Ministerin für EU-Angelegenheiten                                       |                                 | Cecilia Malmström               | 6. Oktober 2006                 | 22. Januar 2010                 | Folkpartiet liberalerna         |
| Ministerin für EU-Angelegenheiten                                       |                                 | Birgitta Ohlsson                | 2. Februar 2010                 | 3. Oktober 2014                 | Folkpartiet liberalerna         |
| Justizministerium                                                       |                                 |                                 |                                 |                                 |                                 |
| Justizministerin                                                        |                                 | Beatrice Ask                    | 6. Oktober 2006                 | 3. Oktober 2014                 | Moderata samlingspartiet        |
| Minister für Migration und Asyl                                         |                                 | Tobias Billström                | 6. Oktober 2006                 | 28. September 2014              | Moderata samlingspartiet        |
| Außenministerium                                                        |                                 |                                 |                                 |                                 |                                 |
| Außenminister                                                           |                                 | Carl Bildt                      | 6. Oktober 2006                 | 3. Oktober 2014                 | Moderata samlingspartiet        |
| Handelsministerin                                                       |                                 | Maria Borelius                  | 6. Oktober 2006                 | 14. Oktober 2006                | Moderata samlingspartiet        |
| Handelsministerin                                                       |                                 | Sten Tolgfors                   | 24. Oktober 2006                | 7. September 2007               | Moderata samlingspartiet        |
| Handelsministerin                                                       |                                 | Ewa Björling                    | 12. September 2007              | 3. Oktober 2014                 | Moderata samlingspartiet        |
| Ministerin für internationale Entwicklungszusammenarbeit                |                                 | Gunilla Carlsson                | 6. Oktober 2006                 | 17. September 2013              | Moderata samlingspartiet        |
| Ministerin für internationale Entwicklungszusammenarbeit                |                                 | Hillevi Engström                | 17. September 2013              | 3. Oktober 2014                 | Moderata samlingspartiet        |
| Verteidigungsministerium                                                |                                 |                                 |                                 |                                 |                                 |
| Verteidigungsministerin                                                 |                                 | Mikael Odenberg                 | 6. Oktober 2006                 | 5. September 2007               | Moderata samlingspartiet        |
| Verteidigungsministerin                                                 |                                 | Sten Tolgfors                   | 5. September 2007               | 29. März 2012                   | Moderata samlingspartiet        |
| Verteidigungsministerin                                                 |                                 | Catharina Elmsäter-Svärd        | 29. März 2012                   | 18. April 2012                  | Moderata samlingspartiet        |
| Verteidigungsministerin                                                 |                                 | Karin Enström                   | 18. April 2012                  | 3. Oktober 2014                 | Moderata samlingspartiet        |
| Sozialministerium                                                       |                                 |                                 |                                 |                                 |                                 |
| Sozialminister                                                          |                                 | Göran Hägglund                  | 6. Oktober 2006                 | 3. Oktober 2014                 | Kristdemokraterna               |
| Ministerin für Gesundheit und Altenpflege                               |                                 | Maria Larsson                   | 6. Oktober 2006                 | 3. Oktober 2014                 | Kristdemokraterna               |
| Ministerin für Kinder und ältere Menschen                               |                                 | Maria Larsson                   | 5. Oktober 2010                 | 3. Oktober 2014                 | Kristdemokraterna               |
| Minister für Öffentliche Verwaltung und Wohnungswesen                   |                                 | Stefan Attefall                 | 5. Oktober 2010                 | 3. Oktober 2014                 | Kristdemokraterna               |
| Minister für soziale Sicherheit                                         |                                 | Cristina Husmark Pehrsson       | 6. Oktober 2006                 | 5. Oktober 2010                 | Moderata samlingspartiet        |
| Minister für soziale Sicherheit                                         |                                 | Ulf Kristersson                 | 5. Oktober 2010                 | 3. Oktober 2014                 | Moderata samlingspartiet        |
| Finanzministerium                                                       |                                 |                                 |                                 |                                 |                                 |
| Finanzminister                                                          |                                 | Anders Borg                     | 6. Oktober 2006                 | 3. Oktober 2014                 | Moderata samlingspartiet        |
| Minister für Finanzmarktfragen                                          |                                 | Mats Odell                      | 6. Oktober 2006                 | 5. Oktober 2010                 | Kristdemokraterna               |
| Minister für Finanzmarktfragen                                          |                                 | Peter Norman                    | 5. Oktober 2010                 | 3. Oktober 2014                 | Moderata samlingspartiet        |
| Bildungsministerium                                                     |                                 |                                 |                                 |                                 |                                 |
| Bildungsminister                                                        |                                 | Lars Leijonborg                 | 6. Oktober 2006                 | 12. September 2007              | Folkpartiet liberalerna         |
| Bildungsminister                                                        |                                 | Jan Björklund                   | 12. September 2007              | 3. Oktober 2014                 | Folkpartiet liberalerna         |
| Schulminister                                                           |                                 | Jan Björklund                   | 6. Oktober 2006                 | 3. Oktober 2014                 | Folkpartiet liberalerna         |
| Minister für Höhere Bildung und Forschung                               |                                 | Lars Leijonborg                 | 12. September 2007              | 17. Juni 2009                   | Folkpartiet liberalerna         |
| Minister für Höhere Bildung und Forschung                               |                                 | Tobias Krantz                   | 17. Juni 2009                   | 5. Oktober 2010                 | Folkpartiet liberalerna         |
| Ministerin für die Gleichstellung der Geschlechter                      |                                 | Nyamko Sabuni                   | (1. Januar 2011)                | 21. Januar 2013                 | Folkpartiet liberalerna         |
| Ministerin für die Gleichstellung der Geschlechter                      |                                 | Maria Arnholm                   | 21. Januar 2013                 | 3. Oktober 2014                 | Folkpartiet liberalerna         |
| Landwirtschaftsministerium                                              |                                 |                                 |                                 |                                 |                                 |
| Landwirtschaftsminister                                                 |                                 | Eskil Erlandsson                | 6. Oktober 2006                 | 5. Oktober 2010                 | Centerpartiet                   |
| Minister für ländliche Angelegenheiten                                  |                                 | Eskil Erlandsson                | 5. Oktober 2010                 | (31. Dezember 2010)             | Centerpartiet                   |
| Ministerium für ländliche Angelegenheiten                               |                                 |                                 |                                 |                                 |                                 |
| Minister für ländliche Angelegenheiten                                  |                                 | Eskil Erlandsson                | (1. Januar 2011)                | 3. Oktober 2014                 | Centerpartiet                   |
| Umweltministerium                                                       |                                 |                                 |                                 |                                 |                                 |
| Umweltministerin                                                        |                                 | Andreas Carlgren                | 6. Oktober 2006                 | 29. September 2011              | Centerpartiet                   |
| Umweltministerin                                                        |                                 | Lena Ek                         | 29. September 2011              | 3. Oktober 2014                 | Centerpartiet                   |
| Wirtschaftsministerium                                                  |                                 |                                 |                                 |                                 |                                 |
| Wirtschafts- und Energieministerin                                      |                                 | Maud Olofsson                   | 6. Oktober 2006                 | 29. September 2011              | Centerpartiet                   |
| Wirtschaftsministerin                                                   |                                 | Annie Lööf                      | 29. September 2011              | 3. Oktober 2014                 | Centerpartiet                   |
| Ministerin für IT- und Regionalfragen                                   |                                 | Anna-Karin Hatt                 | 5. Oktober 2010                 | 29. September 2011              | Centerpartiet                   |
| IT- und Energieministerin                                               |                                 | Anna-Karin Hatt                 | 29. September 2011              | 3. Oktober 2014                 | Centerpartiet                   |
| Infrastrukturministerin                                                 |                                 | Åsa Torstensson                 | 6. Oktober 2006                 | 5. Oktober 2010                 | Centerpartiet                   |
| Infrastrukturministerin                                                 |                                 | Catharina Elmsäter-Svärd        | 5. Oktober 2010                 | 3. Oktober 2014                 | Moderata samlingspartiet        |
| Ministerium für die Integration und die Gleichstellung der Geschlechter |                                 |                                 |                                 |                                 |                                 |
| Ministerin für die Integration und die Gleichstellung der Geschlechter  |                                 | Nyamko Sabuni                   | 6. Oktober 2006                 | 5. Oktober 2010                 | Folkpartiet liberalerna         |
| Ministerin für die Gleichstellung der Geschlechter                      |                                 | Nyamko Sabuni                   | 5. Oktober 2010                 | (31. Dezember 2010)             | Folkpartiet liberalerna         |
| Kulturministerium                                                       |                                 |                                 |                                 |                                 |                                 |
| Kulturministerin                                                        |                                 | Cecilia Stegö Chilò             | 6. Oktober 2006                 | 16. Oktober 2006                | Moderata samlingspartiet        |
| Kulturministerin                                                        |                                 | Lena Adelsohn Liljeroth         | 24. Oktober 2006                | 3. Oktober 2014                 | Moderata samlingspartiet        |
| Arbeitsministerium                                                      |                                 |                                 |                                 |                                 |                                 |
| Arbeitsministerin                                                       |                                 | Sven Otto Littorin              | 6. Oktober 2006                 | 7. Juli 2010                    | Moderata samlingspartiet        |
| Arbeitsministerin                                                       |                                 | Tobias Billström                | 7. Juli 2010                    | 5. Oktober 2010                 | Moderata samlingspartiet        |
| Arbeitsministerin                                                       |                                 | Hillevi Engström                | 5. Oktober 2010                 | 17. September 2013              | Moderata samlingspartiet        |
| Arbeitsministerin                                                       |                                 | Elisabeth Svantesson            | 17. September 2013              | 3. Oktober 2014                 | Moderata samlingspartiet        |
| Minister für Integration                                                |                                 | Erik Ullenhag                   | 5. Oktober 2010                 | 3. Oktober 2014                 | Folkpartiet liberalerna         |

## Wechsel im Kabinett

### 2006
Nachdem bekannt geworden war, dass Handelsministerin Maria Borelius in den 1990er Jahren Kindermädchen schwarz beschäftigt hatte und ihr Ferienhaus auf eine Briefkastenfirma in Jersey übertragen hatte, um Steuern zu sparen, kündigte Fredrik Reinfeldt eine juristische Untersuchung an. Daraufhin trat Borelius am 14. Oktober 2006, nach nur acht Tagen Amtszeit, als Ministerin zurück. Neuer Handelsminister wurde Sten Tolgfors.
Nur zwei Tage später reichte auch Kulturministerin Cecilia Stegö Chilò ihren Rücktritt ein. Stegö Chilò hatte ebenfalls Kindermädchen schwarz angestellt und außerdem jahrelang keine Fernsehgebühren bezahlt.

### 2007
Am 5. September 2007 trat Verteidigungsminister Mikael Odenberg nach Querelen um den Verteidigungsetat zurück. Zu seinem Nachfolger wurde Handelsminister Sten Tolgfors ernannt. Für ihn rückte Ewa Björling ins Kabinett nach.
Am 12. September 2007 trat Lars Leijonborg als Parteivorsitzender der Volkspartei zurück und übergab Parteivorsitz und Bildungsministerium an Schulminister Jan Björklund. Dessen Posten eines Schulministers wurde gestrichen, und Leijonborg erhielt die Zuständigkeit für Höhere Bildung und Forschung. Am 17. Juni 2009 verließ er die Regierung dann endgültig, sein Nachfolger wurde Tobias Krantz.

### 2010
Am 22. Januar 2010 trat die Ministerin für EU-Angelegenheiten Cecilia Malmström, um per 1. Februar ihr neues Amt als EU-Kommissarin für Innenpolitik antreten zu können. Birgitta Ohlsson wurde ihre Nachfolgerin.
Am 7. Juli 2010 trat Arbeitsminister Sven Otto Littorin zurück, nach dem eine junge Frau in der Zeitung Aftonbladet behauptet hatte, gegen Bezahlung Sex mit dem Minister gehabt zu haben. Prostitution ist in Schweden verboten. Das Arbeitsministerium wurde bis zur Wahl im September und der Neubildung des Kabinetts geschäftsführend vom Minister für Asyl und Migration Tobias Billström geleitet.
Nach der Wahl 2010 kam es im Kabinett zu zahlreichen Neubesetzungen. Das Amt des Ministers für Höhere Bildung und Forschung wurde abgeschafft, ein Ministerposten für IT- und Regionalfragen im Wirtschaftsministerium geschaffen. Das Ministerium für Gesundheit und Altenpflege wurde durch das Ministerium für Kinder und ältere Menschen ersetzt. Zuständige Ministerin blieb Maria Larsson.
Hillevi Engström wurde neue Arbeitsministerin, Peter Norman neuer Minister für Finanzmarktfragen, Catharina Elmsäter-Svärd neue Infrastrukturministerin und Ulf Kristersson neuer Minister für soziale Sicherheit. Außerdem wurde das Amt des Landwirtschaftsministers zum Amt des Ministers für ländliche Angelegenheiten umbenannt, zum 1. Januar 2011 wurde dann auch das Landwirtschaftsministerium in Ministerium für ländliche Angelegenheiten.
Das Ressort „Integration und die Gleichstellung der Geschlechter“ wurde aufgeteilt auf die Ministerin für Gleichstellung der Geschlechter (im Sozialministerium); der Integrationsminister Erik Ullenhag wurde dem Arbeitsministerium zugeordnet. Gleichberechtigungsministerin blieb Nyamko Sabuni.
Außerdem übernahm Jan Björklund von Maud Olofsson Vize-Regierungschef, da seine Volkspartei die Zentrumspartei als zweitstärkste Kraft in der Koalition abgelöst hatte.

### 2011
Nach ihrem Rücktritt als Parteichefin der Zentrumspartei im September 2011 gab Maud Olofsson außerdem ihr Amt als Wirtschafts- und Energieministerin an ihre Nachfolgerin Annie Lööf ab. Zu diesem Zeitpunkt wurde das Ministerium auf das Wirtschaftsministerium reduziert, während Anna-Karin Hatt, bis anhin Ministerin für IT- und Regionalfragen, zur neuen IT- und Energieministerin wurde. Die Abteilung für Regionalfragen wurde im Gegenzug der Wirtschaftsministerin unterstellt. Ebenfalls am 29. September löste Lena Ek Andreas Carlgren als Umweltministerin ab.

### 2012
Nachdem Sveriges Radio die Beteiligung des dem Verteidigungsministerium unterstellten Forschungsinstituts FOI an Planungen zum Bau einer Waffenfabrik in Saudi-Arabien aufgedeckt hatte, trat Verteidigungsminister Sten Tolgfors am 29. März 2012 zurück. Infrastrukturministerin Elmsäter-Svärd führte daraufhin bis zum 18. April dessen Geschäfte. Zur neuen Verteidigungsministerin wurde schließlich Karin Enström ernannt.

### 2013
Am 21. Januar 2013 trat die Ministerin für die Gleichstellung der Geschlechter Nyamko Sabuni zurück. Ihre Nachfolgerin wurde ihre Staatssekretärin Maria Arnholm.